# Pablo Alborán (àlbum)
Pablo Alborán és el nom de l'àlbum debut homònim del cantautor espanyol Pablo Alborán. Va ser llançat al mercat per EMI Music Latin l'1 de febrer de 2011. El disc va romandre més de sis setmanes consecutives en el número u de vendes espanyoles i, en només nou mesos, ja ha estat certificat amb un sèxtuple platí per 240.000 còpies venudes.

## Llista de cançons
Totes les cançons escrites i compostes per Pablo Alborán.
| Núm. i títol                        | Durada |
| ----------------------------------- | ------ |
| 1.«Solamente tú»                    | 4:07   |
| 2. «Miedo»                          | 3:44   |
| 3. «Vuelve conmigo»                 | 3:59   |
| 4. «Caramelo»                       | 4:22   |
| 5. «Volver a empezar»               | 3:29   |
| 6. «Me colé por la puerta de atrás» | 3:27   |
| 7. «Desencuentro»                   | 3:57   |
| 8. «Perdoname»                      | 4:11   |
| 9.«Ladrona de mi piel»              | 3:38   |
| 10.«Loco de atar»                   | 3:35   |
| 11.«Desencuentro»                   | 3:57   |
| 12.«Solamente tú»                   | 4:08   |
| 13.«Cuando te alejas»               | 3:29   |